# 趙履祥
趙履祥（1461年—？），字旋夫，直隸寧國府涇縣人，民籍，明朝政治人物、進士出身。

## 生平
成化二十二年（1486年）丙午科應天府鄉試第七十二名，弘治三年（1490年），登庚戌科會試第二百九十一名，廷試第二甲第八十四名進士。歷官江西赣州府知府，正德四年（1509年）五月升南京太常寺少卿，五年二月改任南京鸿胪寺卿，九月因劉瑾被杀，以交结刘瑾，纳贿转迁，贬任四川泸州知州。受都御史彭泽举荐，九年正月升四川按察司佥事、整饬叙泸等处兵备，十一年十月乞致仕。

## 家族
曾祖父趙功俊；祖父趙敏忠；父親趙智，曾任訓導。母左氏。慈侍下。兄福祥、廷祥。弟考祥。